# Киантаярви
Киантаярви (фин. Kiantajärvi) — озеро на востоке Финляндии, на территории общины Суомуссалми в области Кайнуу, у границы с республикой Карелия в составе России. Относится к бассейну реки Оулуйоки. У западной оконечности находится село Эммянсаари, административный центр общины.
Из озера Киантаярви вытекает река Эмяйоки, которая на территории общины Хюрюнсалми течёт через озеро Хюрюньярви и впадает на территории общины Ристиярви в озеро Ийярви, из которого вытекает река Киехимянйоки, которая впадает в озеро Оулуярви, из которого вытекает река Оулуйоки.
Река Эмяйоки использовалась для сплава леса. В настоящее время используется для выработки электроэнергии на гидроэлектростанциях.

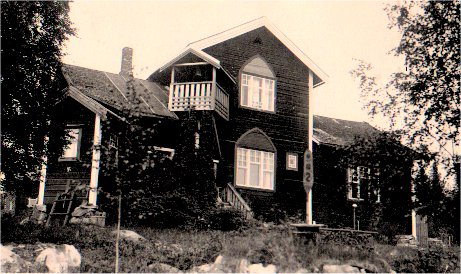
Усадьба Турьянлинна, где с 1912 года жил писатель Илмари Кианто. Сожжена во время битвы при Суомуссалми в декабре 1939 года

В 1912 году на северном берегу озера построен усадебный дом Турьянлинна писателя и поэта Илмари Кианто (1874—1970).
Во время Зимней войны, 7 декабря 1939 года Кианто с семьёй был вынужден покинуть дом из-за наступления советской 163-й стрелковой дивизии под командованием комбрига Андрея Ивановича Зеленцова. Как пишет искусствовед Анастасия Мартынова:
Во время Зимней войны Кианто оставил на крыльце покинутого его семьёй дома в местечке Турьянлинна, рядом с городком Суомуссалми, обращение к советским солдатам на русском языке, где сообщал, что он три года жил в Москве и просил не трогать его дом и дома его родственников, а также сообщал, что на восток от его дома финских войск нет. Однако, дом заняли финны, которые нашли записку. Кианто обвинили в шпионаже и государственной измене. Он был на полгода заключен в тюрьму и исключен из им же созданного союза писателей Финляндии. В кровопролитных боях за Суомуссалми был тяжело ранен сын Илмари Кианто, Габриэль.

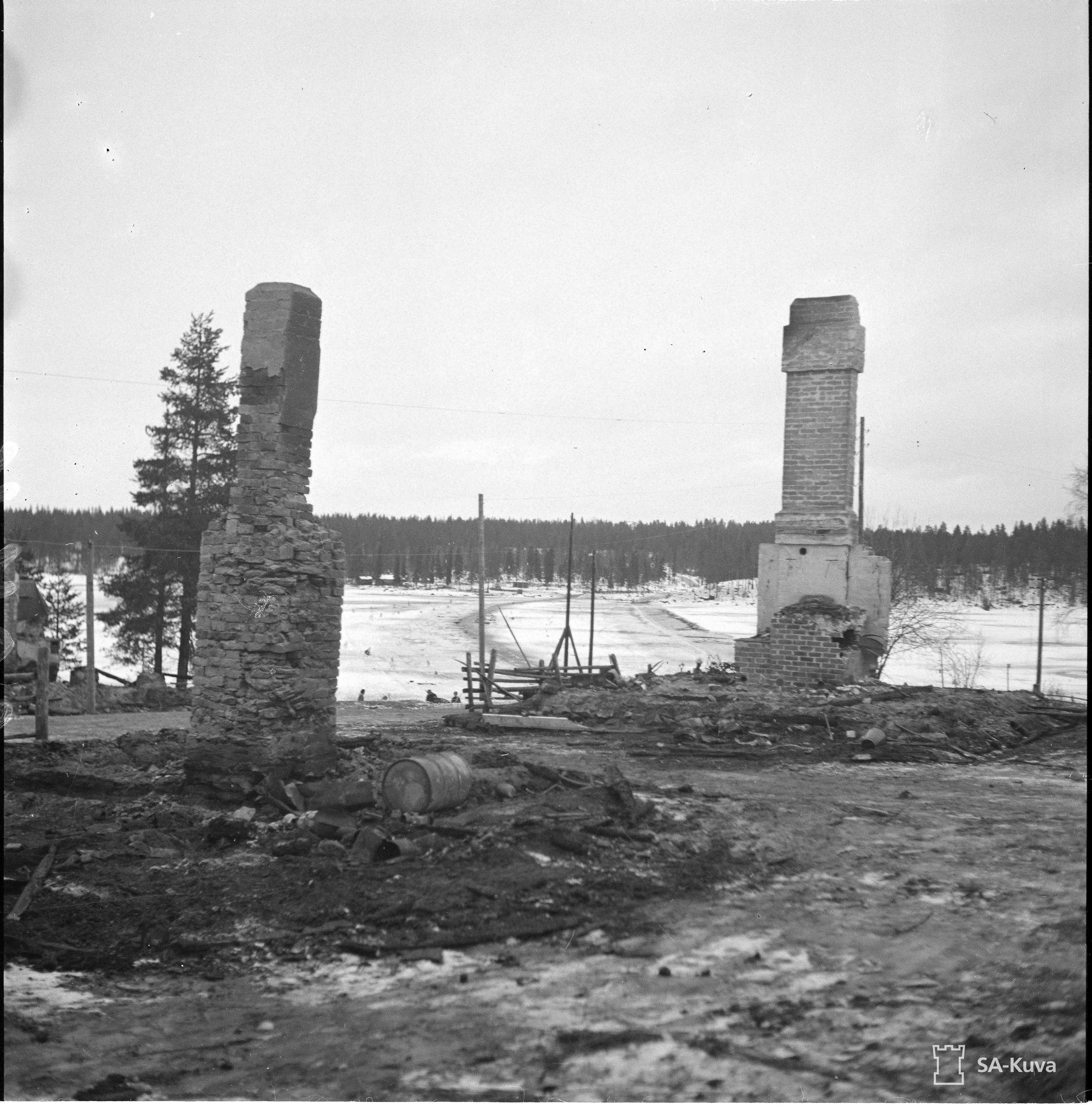
Сожжённое село Суомуссалми 12 января 1940 года

Село Суомуссалми, а затем и Турьянлинна были сожжёны отступавшими финскими войсками. 163-я стрелковая дивизия попала в окружение в битве при Суомуссалми. По льду озера Киантаярви дивизия вышла к советской границе. Шедшая к ней на поддержку 44-я стрелковая дивизия под командованием комбрига Алексея Ивановича Виноградова была окружена и разгромлена в сражении на Раатской дороге. Часть бойцов 44-й стрелковой дивизии также вышли из окружения по льду озера Киантаярви.